# Стамбульский государственный симфонический оркестр
Стамбульский государственный симфонический оркестр (тур. İstanbul Devlet Senfoni Orkestrası) — симфонический оркестр, работающий в Стамбуле под патронатом Министерства культуры Турции. До 2008 года проводил регулярные концерты в Культурном центре Ататюрка; после закрытия центра концертирует на различных площадках.

## История
В 1945 году композитор и дирижёр Джемаль Решит Рей собрал Стамбульский городской оркестр (тур. İstanbul Şehir Orkestrası), во главе которого дал первый концерт 13 декабря в кинотеатре «Сарай» в Бейоглу. С 1949 года этот коллектив выступал на площадке Стамбульского дома радио и участвовал в радиоконцертах как Симфонический оркестр Стамбульского радио (тур. İstanbul Radyosu Senfoni Orkestrası). C 1960 года он сотрудничал также со Стамбульской городской оперой. Однако на рубеже 1960—1970-х годов, после выхода Рея на пенсию, оркестр пережил серьёзный кризис, многие музыканты также вышли на пенсию или перешли в другие коллективы. В 1972 году почти разрушенный коллектив перешёл под управление министерства культуры и был реорганизован в Стамбульский государственный симфонический оркестр.
К началу 1990-х годов положение оркестра укрепилось, о чём говорит серия международных гастролей. Оркестр, в частности, выступал в Испании (1990 и 1993), на выставке «Сулейман Великолепный» в Мемфисе в США (1992), в Италии, Югославии, Чехословакии, Австрии, на Афинском фестивале (2000), в 2002 году совершил 15-дневное турне по Болгарии, в 2003 г. выступил на открытии Недели азиатских оркестров в Японии. В разные годы за пульт оркестра становились Аарон Копленд, Готхольд Эфраим Лессинг, Тадеуш Стругала, Владимир Федосеев, в качестве солистов выступали Иегуди Менухин, Андре Наварра, Лучано Паваротти, Жан Пьер Рампаль, Леонид Коган, Лазарь Берман, Гидон Кремер, Наталья Гутман, Игорь Ойстрах и другие заметные музыканты.
С 2014 года пост главного дирижёра занимает Эндер Сакпынар.